# Bernd Schuster
Bernd Schuster (Augsburg, 1959. december 22. –) nyugatnémet válogatott Európa-bajnok német labdarúgó, középpályás, edző.

## Pályafutása

### Klubcsapatban
Schuster profi labdarúgó pályafutását az 1. FC Köln csapatában kezdte 18 évesen, miután már többször szerepelt az U18-as nyugatnémet válogatottban. Az 1980-as Európa-bajnokság után Schuster az FC Barcelona együtteséhez igazolt, ahol pályafutása legjobb éveit töltötte.  1988 és 1990 között a Real Madrid, 1990 és 1993 között az Atlético de Madrid csapataiban is játszott Spanyolországban. 1993 és 1996 között hazatért és a Bayer Leverkusenben szerepelt. Pályafutását a mexikói UNAM Pumas csapatában fejezte be 1997 tavaszán, ahol tíz mérkőzésen lépett pályára.

### A válogatottban
1979 és 1984 között 21 alkalommal szerepelt a nyugatnémet válogatottban és négy gólt szerzett. Tagja volt 1980-as Európa-bajnok csapatnak. 1977 és 1977 között tíz alkalommal szerepelt az U18-as válogatottban és két gólt ért el. 1980-ban egy alkalommal lépett pályára az U21-es válogatottban.

### Edzőként

#### Fortuna Köln és 1. FC Köln
Edzői pályafutását Németországban kezdte. Az 1997–98-as idényben a Fortuna Köln, az 1998–99-es idényben az 1. FC Köln vezetőedzője volt.

#### Xerez CD
Schuster 2001 és 2003 között két idényen át irányította a spanyol Xerez CD szakmai munkáját. A klub történetének második és harmadik legjobb eredményét érte el a csapattal, de a feljutás az élvonalba nem sikerült.

#### Sahtar Doneck
A 2003–04-es idényben az ukrán Sahtar Doneck vezetőedzője volt. A csapattal klubrekordot ért egymás utáni győzelmek számában, de az együttes nem nyert a bajnokságban és nem jutott be a BL-csoportkörébe ezért 2004. május 5-én kirúgták egy héttel azelőtt, hogy csapata az ukrán kupa döntőjében szerepelt és végül győzött.

#### Levante UD
2004 nyarán visszatért Spanyolországba a Levante UD együtteséhez. 2005. május 1-jén Schustert leváltották, mikor a bajnokság még 5 forduló volt hátra és a csapat 5 ponttal előzte meg a kieső csapatok zónáját. Végül is a Levante nem nyert ezt követően sem és kiesett a másodosztályba.

#### Getafe CF
2005 nyarán a Getafe CF csapatának vezetőedzője lett, ahol két sikeres idényen át tevékenykedett és a klub történetének legjobb szezonját érte el azzal, hogy a csapat az élvonalban a hetedik helyen végzett. Ebben az idényben a spanyol kupa elődöntőjében az FC Barcelonával találkozott a csapat. Az első találkozón 5–2-es komoly vereséget szenvedtek, de a visszavágón 4–0-val kiütötték a katalán csapatot és a döntőbe jutottak. A döntőben végül a Sevilla csapatától 1–0-s vereséget szenvedtek, de ezzel is jogot szerzett az együttes az UEFA-kupában való indulásra.

#### Real Madrid

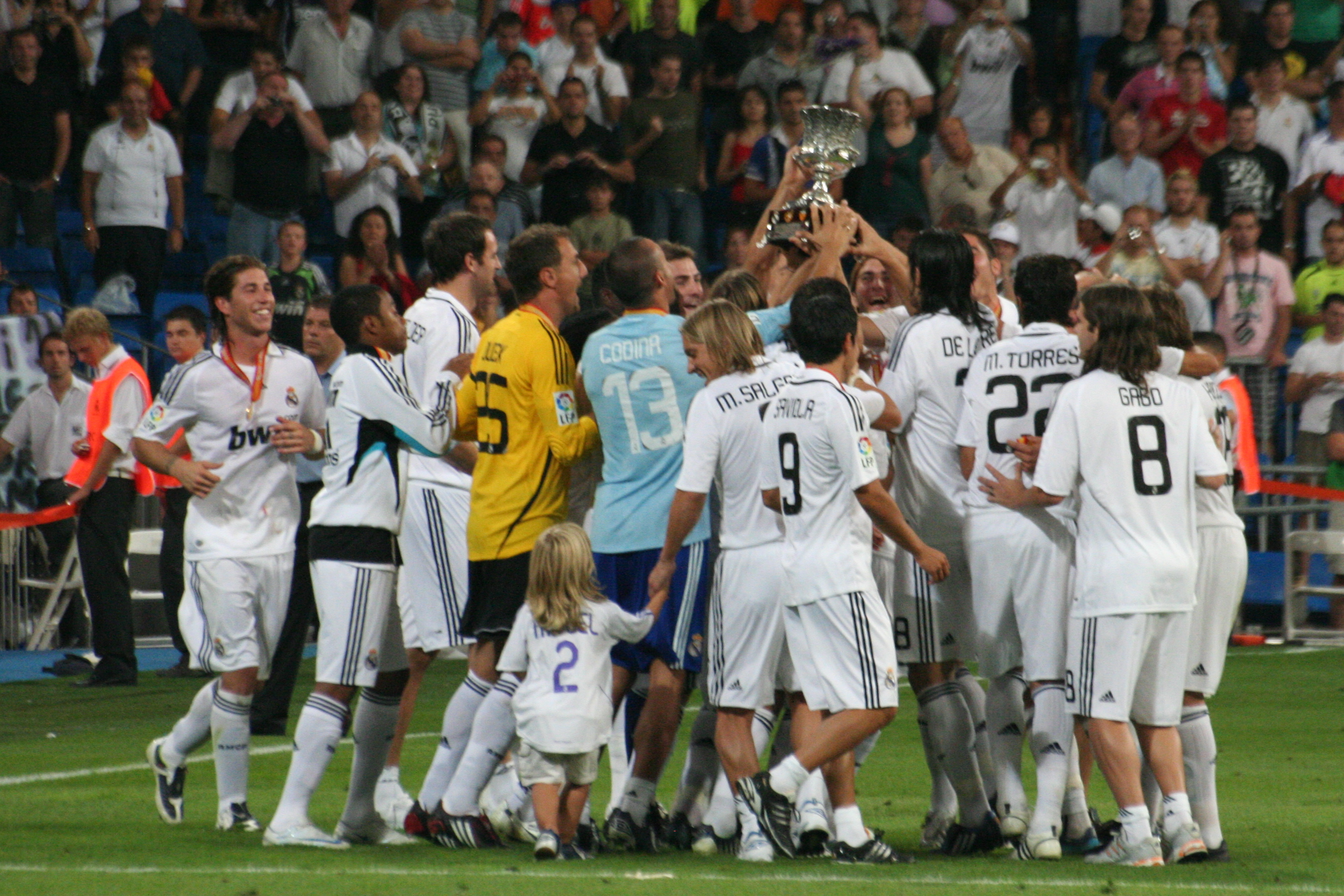
A Real Madrid játékosai a spanyol szuperkupa győzelmet ünneplik a 2007–08-as idényben

Schuster 2007. július 9-én írta alá a szerződését a Real Madridhoz mint vezetőedző. Emiatt a Realnak ki kellett vásárolnia a Getafe csapatától a még élő szerződéséből 480.000 euróért. A sikeres hazai szereplés mellett a bajnokok ligájában a nyolcaddöntőben kiesett a csapat az AS Roma együttesével szemben kettős vereséggel. 2008. május 4-én Schuster szakmai vezetésével a Real Madrid három fordulóval a bajnokság vége előtt megnyerte 31. bajnoki címét, majd a spanyol szuperkupát is elhódította. Bár sikeres szezont zárt a csapattal, de a sajtóval folyamatosan összeütközésbe került. Hol nem válaszolt a kérdésekre, hol ellentmondásos vagy szarkasztikus válaszokat adott vagy egyszerűen ott hagyta a sajtótájékoztatót. Schuster 2008. december 9-én lemondott vezetőedzői pozíciójáról miután csapata kikapott a Sevilla FC együttesétől 4–3-ra. Utódja Juande Ramos lett.

#### Beşiktaş
2010. június 10-én a török Beşiktaş bejelentette, hogy Schuster lesz a csapat vezetőedzője és kétéves szerződést kötöttek vele. A sorozatos rossz eredmények következtében 2011. március 15-én lemondott. Döntését az is siettette, hogy a kudarcok miatt felerősödött a sajtóval való rossz viszonya.

#### Málaga
Schuster a Málaga vezetőedzője lett 2013. június 12-én. Szerződését felmondták 2014 májusában miután nem sikerült a csapattal a bajnokság első felében végeznie.

## Sikerei, díjai

### Játékosként
- Aranylabda
  - ezüstlabda: 1980
  - bronzlabda: 1981, 1985

 NSZK
- Európa-bajnokság
  - Európa-bajnok: 1980, Olaszország

 FC Barcelona
- Spanyol bajnokság (La Liga)
  - bajnok: 1984–85
  - az idény legjobb külföldi labdarúgója (Don Balón szaklap szerint): 1985
- Spanyol kupa (Copa del Rey)
  - győztes: 1981, 1983, 1988
- Spanyol szuperkupa (Supercopa de España)
  - győztes: 1983
- Spanyol ligakupa (Copa de la Liga)
  - győztes: 1983, 1986
- Bajnokcsapatok Európa-kupája (BEK)
  - döntős: 1985–86
- Kupagyőztesek Európa-kupája (KEK)
  - győztes: 1981–82

 Real Madrid CF
- Spanyol bajnokság (La Liga)
  - bajnok: 1988–89, 1989–90
- Spanyol kupa (Copa del Rey)
  - győztes: 1989
- Spanyol szuperkupa (Supercopa de España)
  - győztes: 1989

 Atlético de Madrid
- Spanyol bajnokság (La Liga)
  - 2.: 1990–91
  - az idény legjobb külföldi labdarúgója (Don Balón szaklap szerint): 1991
- Spanyol kupa (Copa del Rey)
  - győztes: 1991, 1992

### Edzőként
Getafe CF
- Spanyol kupa (Copa del Rey)
  - döntős: 2007
- az év legjobb edzője (Trofeo Miguel Muñoz): 2006

 Real Madrid CF
- Spanyol bajnokság (La Liga)
  - bajnok: 2007–08
- Spanyol szuperkupa (Supercopa de España)
  - győztes: 2008